# 109-й батальйон шуцманшафту
109-й батальйон шуцманшафта (нім. 109. Batalion Schutzmannschaft / Schutzmannschafts Bataillon 109 / Ukrainian Schuma) — Охоронний підрозділ німецької допоміжної охоронної поліції (нім. Schutzpolizei), сформоване з місцевих колабораціоністів та військовополонених у жовтні 1941 року у Вінниці .
Сформовано у жовтні 1941 року у Вінниці з місцевих добровольців та радянських військовополонених. У лютому 1942 року до батальйону вступили дві сотні (роти) Буковинського куреня ОУН(м) . Командир батальйону - Іван Омелянович-Павленко . Чисельність батальйону становила близько 400 осіб.  Ротами та взводами батальйону командували деякі колишні офіцери армії УНР. Командирами рот були, наприклад, М. Фещенко-Чопівський, П.Лагода та П.Манченко.
Батальйон діяв під українським прапором, особовий склад мав українські національні відзнаки. На початку 1942-го батальйон близько трьох тижнів дислокувався у Вінниці, потім переведений до Жмеринки. Наприкінці 1942 року підрозділ передислоковано спочатку на Поліссі, пізніше до Білорусії. Чисельність його на цей час становила 631 особу.  У квітні 1943-го батальйон перевели до Вінниці, де його поповнили місцеві добровольці. Батальйон діяв на зовнішньому кільці охорони ставки Гітлера "Вервольф" під Вінницею.
Німецьким командуванням нагороджено «Відзнакою за хоробрість для представників східних народів» (2 класи з мечами) командир батальйону І.Омелянович-Павленко, його заступник М.Фещенко-Чопівський, а також із командного складу – П.Лагода, П.Манченко, С.Савчук, І.Корбіл, В.Гончарук, лікар Проценко та ще 21 службовець.
У червні 1943 року батальйон переведено до Житомира. Омельяновича-Павленко знято з командування частиною. Номінальним командиром батальйону стає Фещенко-Чопівський, але реально всі командні посади обіймають німецькі офіцери. Якийсь час батальйон діяв у районі міста Овруч Житомирської області проти радянського Житомирського партизанського з'єднання О.Сабурова . За час бойових дій 1942-1943р. у боях загинуло 120 солдатів або 20% особового складу батальйону. У червні-липні 1943-го батальйон було вдруге перекинуто до Білорусі, де він перебував до березня 1944 року, після чого передислокований до Тернополя.
У березні 1944 року близько 250 службовців підрозділу пішли в ліс до УПА, перебивши при цьому в нічному бою 200 осіб, які залишилися вірними німцям, в основному членів ОУН(м) — мельниківців та колишніх військовополонених, а залишки батальйону влили до 33-го поліцейського полку. СС   .